# Pierre Berthier
Pierre Berthier (Nemours, 3 luglio 1782 – Parigi, 24 agosto 1861) è stato un mineralogista e geologo francese.
Studiò all'École Polytechnique, andò all'École nationale supérieure des mines de Paris, dove divenne capo del laboratorio nel 1816. Nel 1821, mentre lavorava nel villaggio di Les Baux-de-Provence, nel sud della Francia, scoprì la roccia bauxite, chiamato per il luogo della sua scoperta. Scoprì anche il minerale Berthierite, che prese il nome da lui. Oltre a numerosi contributi in mineralogia e miniere, Berthier è anche noto per le sue ricerche sugli altiforni e per l'utilizzo dei fosfati da parte delle piante.

## Premi e riconoscimenti
Pierre Berthier fu eletto membro dell'Académie des Sciences nel 1825. Nel 1828 divenne cavaliere della Legion d'onore. Il suo nome è uno dei 72 nomi iscritti sulla Torre Eiffel.
Gli sono stati dedicati nel nome i minerali berthierite e berthierine.